# جيسيكا ماريز
جيسيكا دومينيك ماريز (بالإنجليزية: Jessica Marais)‏ (ولدت في 29 يناير 1985) ممثلة أسترالية تشتهر بأدوارها في المسلسل التلفزيوني الأسترالي باكيد تو ذا رافترز و لاف تشيلد.

## نشأتها
وُلدت ماريه في جوهانسبرغ، جنوب أفريقيا، وعاشت مع عائلتها في كندا ونيوزيلندا قبل أن تنتقل إلى بيرث، أستراليا الغربية، عندما كانت في التاسعة من عمرها. بعد ستة أشهر من وصوله إلى أستراليا، توفي توني والد ماريه بسبب نوبة قلبية أثناء عودته من نزهة عائلية. قامت والدتها كارين بتربية ماريه وشقيقتها الصغرى كلارا. التحقت بمدرسة كاثوليكية للتعليم المختلط في كلية جون الثالث والعشرون في كليرمونت لمدة عام. التحقت جيسيكا بالمعهد الوطني للفنون المسرحية حيث تخرجت عام 2007. بينما كانت لا تزال تكمل عامها الأخير، فازت بالدور في فيلم Packed to the Rafters، جنبًا إلى جنب مع النجم المشارك وزميلها هيو شيريدان.

## روابط خارجية
- جيسيكا ماريز على موقع IMDb (الإنجليزية)
- جيسيكا ماريز على موقع ميتاكريتيك (الإنجليزية)
- جيسيكا ماريز على موقع روتن توميتوز (الإنجليزية)
- جيسيكا ماريز على موقع قاعدة بيانات الأفلام العربية
- جيسيكا ماريز على موقع ألو سيني (الفرنسية)
- جيسيكا ماريز على موقع أول موفي (الإنجليزية)
- جيسيكا ماريز على موقع قاعدة بيانات الفيلم (الإنجليزية)
- جيسيكا ماريز على موقع ليتربوكسد (الإنجليزية)
- جيسيكا ماريز على موقع كينوبويسك (الروسية)
- Jessica Marais Fan Site (unofficial)
- Q&A with Jessica Marais on Playing Carlotta